# Magnus Sandelin
Magnus Sandelin, född 1970, är en svensk journalist och författare. Han är ordförande för stiftelsen Doku (bildad 2018) och ansvarig utgivare för stiftelsens publiceringar. Han har tidigare medverkat regelbundet i Sveriges Radios program Kaliber i P1, i Göteborgs-Posten och i den nu nedlagda tidningen Arbetet i Malmö. 
2007 gav Sandelin ut boken Extremister: en berättelse om politiska våldsverkare i Sverige. År 2012 gav han ut reportageboken Jihad: svenskarna i de islamistiska terrornätverken. 2016 gavs den ut i en ny, uppdaterad och omarbetad utgåva med titeln Svenska IS-krigare: från Al-Qaida till Jihadi cool.
I olika debatter har Sandelin anklagat "etablissemanget" för att i tysthet försvara extremvänstern.
Under hösten 2016 kritiserade Sandelin Aftonbladets krönikör Oisín Cantwell, som Sandelin ansåg hade försökt göra terroråtalade till representanter för muslimer i allmänhet då de anklagade rättsväsendet för rasism, istället för att framställa dem som enskilda extrema individer som är medlemmar i en terrorsekt.